# 야수니둥근귀박쥐
야수니둥근귀박쥐(Lophostoma yasuni)는 주걱박쥐과(신세계잎코박쥐류)에 속하는 박쥐의 일종이다. 모식 산지는 에콰도르 동부 지역이다.